# Завод
Фабрика пренасочва насам.  За селото в Южна България вижте Фабрика (село).
Завод е място, където се произвежда определен вид продукти. Най-често това са продукти за бита, домакинството, но и за занаятите и производството. Обикновено в един завод се произвеждат и изработват повече от един вид продукти.
Заводът включва обособени производствени единици, наречени цехове. Обединение от няколко завода се нарича производствен комбинат.
Понякога вместо думата завод се използва фабрика, най-често в смисъл на по-малко производствено предприятие.